# Illes Petites de la Sonda Orientals
Illes Petites de la Sonda Orientals (en indonesi: Nusa Tenggara Timur) és una província d'Indonèsia, a la part oriental de les illes Petites de la Sonda, incloent-hi Timor Occidental, on hi ha la capital, Kupang. La província consta d'unes 550 illes, però és dominada per les tres illes principals de Flores, Sumba, i Timor Occidental, i la meitat oest de l'illa de Timor. La part oriental de Timor és el país independent Timor Oriental. Altres illes serien Adonara, Alor, Ende, Komodo, Lembata, Menipo, Rincah, Rote (l'illa més meridional d'Indonèsia), Savu, Semau, i Solor.

## Població
La població de la província és de 5.325.566 persones segons el cens de 2020. La manca d'aigua potable i d'instal·lacions sanitàries fan que la desnutrició infantil (32%) i la mortalitat infantil causada per la malària siguin més altes que a gran part de la resta d'Indonèsia.